# Rosso Orvietano Canaiolo
Il Rosso Orvietano Canaiolo è un vino DOC la cui produzione è consentita nella provincia di Terni.

## Caratteristiche organolettiche
- colore: rosso rubino tendente al granato con l'invecchiamento
- odore: delicato, caratteristico
- sapore: vellutato con bouquet tipico

## Produzione
Provincia, stagione, volume in ettolitri
- nessun dato disponibile